# Kryštof z Varese
Kryštof z Varese OFM, latinsky Christophorus a Varisio, někdy uváděný pod pseudoynem Teofilo byl původem italský františkán působící ve střední Evropě a českých zemích. Jeho rodným příjmením bylo Picinelli. 
Ještě před vstupem do řádu získal doktorát z obojího práva.
Když Jan Kapistrán získal roku 1452 na univerzitě v Lipsku řadu místních studentů i mistrů pro františkánský řád, svěřil jejich výchovu právě Kryštofovi. Díky Kryštofově erudici mu dále Jan Kapistrán svěřil kázání pro kleriky a zakládání nových řádových komunit v nejvýznamnějších středoevropských městech – Vídni (1451), Vratislavi (1453) a Krakově (1453), kde měl využít svých schopností k vyjasnění právního postavení nové reformované větve staršího řádu.
Františkánský barokní historik Lucas Wadding bratra Kryštofa popsal: „Byl mužem učeným a s velkým přehledem v znalosti Písma svatého a ještě více v obojím právu.“
K jeho úkolům jakožto provinciála patřila zejména inkorporace starších slezských klášterů (Bytom, Kozlí, Hlubčice) do provincie, sestavení provinčních statut a zmírnění národnostně-jazykových sporů mezi bratřími. Byl zvolen představeným - vikářem středoevropské (česko-rakousko-polského) františkánské administrativní jednotky - vikrariátu (provincie).
V roce 1454 se zranil po pádu z koně a následně trpěl v důsledku úrazu bolestmi. Přesto ještě v letech 1460 až 1462 působil jako diskret provinčního vikáře Gabriela Rangoni.

## Dílo
- Vita Sancti Johannis a Capistrano z roku 1462 je legendou popisující život a skutky jednoho ze zakladatelů františkánské observance sv. Jana Kapistrána.[8] V roce 1479 byla v Como vydána tiskem italská verze této legendy La vita del glorioso beato Gioanne da Capistrano.[9] Latinský text legendy později zahrnuli Bollandisté do své sbírky Acta sanctorum.[10] Již v době svého vzniku ale měla latinská i italská verze tohoto hagiografického spisku patrně podpořit připravovanou Kapistránovu kanonizaci, z níž nakonec sešlo.[11] Snad totožný text měl na mysli Bohuslav Balbín, když psal o Kryštofově díle Gesta & miracula B. Capistrani o 12 kapitolách.[12]
- Spis Rosarium de Vita et Morte Christi vznikl patrně v českém kontextu, nicméně byl vydán až dvě léta po Kryštofově smrti roku 1493 v Miláně tiskem.[13]
- Další skupinou Kryštofových děl jsou texty týkající pravidel života a předpisů františkánů – observantů: Shromáždil a sepsal výklady papežů, františkánských učenců a řádových konstitucí nad řeholí svatého Františka nazývané Declaratio super regulam nebo Declaratio regulae Fratrum Minorum, Declaratio de regula Minoritica a možná též collecturae super Regulam Fratrum Minorum.[14] Údajně zde rozebírá heretické ale mezi částí františkánů přijaté pojetí textu Apokalypsy: „Viděl jsem jiného anděla vystupujícího od východu slunce a měl pečetidlo živého Boha“ (7,2) jako biblické proroctví o svatém Františkovi.[15] Dochování textu v řadě knihoven na různých místech v Evropě nepřímo dokazuje jeho účinek a/nebo popularitu autora ve františkánském řádu.[16] V rukopise dochované Kryštofovo Expositio Regulae S. Francisci et S. Clarae z roku 1508 snad obsahuje totožný, ale možná též jiný text.[17]
- Commentum super Privilegia guardiani Montis Sion et fratrum in Syria et Palestina habitantium collecta rozebírá postavení františkánů ve Svaté zemi a jejich konvent v Jeruzalémě, který měl zvláštní postavení v rámci řádu i specifickou funkci v biblickém místě pro celou katolickou církev.[18] V tomtéž svazku se dochovaly františkánské předpisy, na nichž se bratr Kryštof podílel: Privilegia fratrum Minorum in Terra Sancta et in Bosna a řádová statuta polské provincie: Statuta pro provincia Polona.

K drobným textům vzniklým z Kryštofy aktivity ve vedení františkánského řádu jsou promluva Exhortatio in Capitulo generali 1487 nebo Epistola ad Patres et fratres provinciae Boemae.